# Джалель Кадрі
Джалель Кадрі (араб. جلال القادري, фр. Jalel Kadri, нар. 14 грудня 1971, Таузар) — туніський футбольний тренер. З 2022 року очолює тренерський штаб збірної Тунісу.

## Кар'єра тренера
Розпочав тренерську кар'єру 2001 року, очоливши тренерський штаб клубу «Джерба», де пропрацював з 2001 по 2002 рік.
У 2007 році став головним тренером команди Туніс U20, тренував молодіжну збірну Тунісу один рік.
Протягом тренерської кар'єри також очолював команди «Гафса», «Ель Макарем де Махдія», «Кассерін», «Габес», «Джендуба Спорт», «Зарзіс», «Монастір», «Дамак», «Аль-Ансар» (Медіна), «Бені-Халлед», «Аль-Нахда», «Аль-Халідж», «Кайруан», «Бізертен», «Емірейтс», «Стад Тунізьєн», «Аль-Аглі» (Триполі) та «Аль-Адалах», а також входив до тренерського штабу збірної Тунісу.
З 2022 року очолює тренерський штаб національної збірної Тунісу.